# КЛУБ

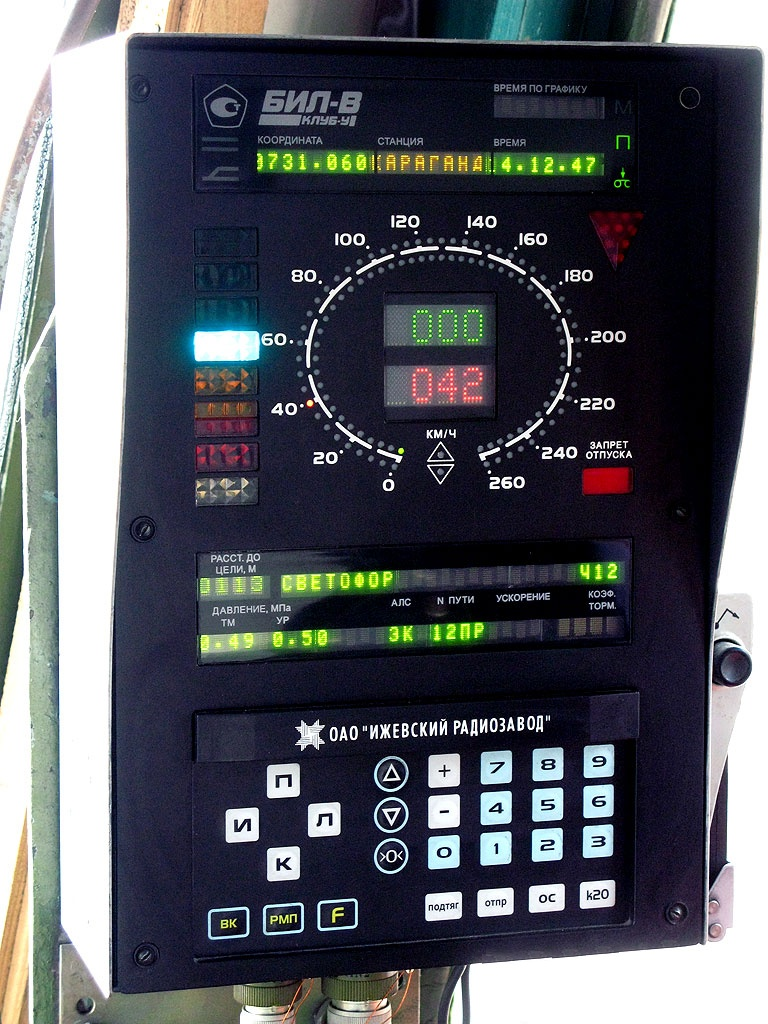
Блок индикации типа БИЛ-В системы КЛУБ-У

Комплексное локомотивное устройство безопасности (КЛУБ) устанавливается на тяговом и самоходном железнодорожном подвижном составе (локомотивы, МВПС, дрезины) и функционально сочетает в себе автоматическую локомотивную сигнализацию и электронный локомотивный скоростемер. Наибольшее распространение получил КЛУБ-У (унифицированный, то есть приспособленный для установки на всех типах локомотивов и моторвагонных подвижных составов (МВПС)).
Среди функций КЛУБа можно отметить следующие:
- приём, дешифровка сигналов АЛС (АЛСН, АЛС-ЕН) и отображение на локомотивном светофоре показаний находящегося впереди напольного светофора;
- контроль разрешённой скорости движения в зависимости от показаний АЛС и электронной карты (ЭК) участка обращения локомотива;
- автоматическая остановка поезда перед светофором с запрещающим показанием на кодированном участке, недопускание несанкционированного движения локомотива, регистрация параметров движения и основных показателей работы системы;
- приём и обработка сигналов цифрового радиоканала (РК);
- приём и обработка сигналов спутниковой навигационной системы (СНС) Глонасс/GPS;
- определение путевой координаты с использованием СНС и ЭК;
- расстояние до ближайшего путевого объекта;
- регулирование скорости проезда путевого объекта;
- контроль бдительности машиниста;
- контроль начала движения;
- состояние системы тормозного оборудования (давление воздуха в тормозной магистрали, тормозных цилиндрах и уравнительном резервуаре);
- информирование машиниста о состоянии системы;
- регистрация на электронном носителе более 40 параметров.

Технические параметры системы предоставляют возможность приема кодов АЛС и определённых команд с использованием цифрового радиоканала. Для определения координат используется система спутникового позиционирования Глонасс/GPS.

## Разновидности
Выпускаются ОАО «Ижевский радиозавод». Различают несколько видов КЛУБ:
- КЛУБ;
- КЛУБ-У;
- КЛУБ-УП;
- КЛУБ-П.

### КЛУБ
Области применения:
- магистральные и маневровые локомотивы железных дорог.

Особенности и возможности:
- индикация фактической скорости движения;
- приём и обработка сигналов АЛС-Н и АЛС-ЕН;
- формирование допустимой скорости движения и её индикация в зависимости от принятого сигнала АЛС;
- контроль скорости движения и автостопное торможение при превышении допустимой скорости движения по показаниям светофора;
- контроль торможения перед светофором с запрещающим сигналом;
- выключение тяги при подаче сигналов на автоторможение;
- контроль бдительности машиниста;
- исключение самопроизвольного движения;
- контроль начала движения (не позднее 75 секунд) после вывода контроллера машиниста из нулевого положения.

Режимы движения:
- поездной с допустимой скоростью Vдоп. на белый, равной конструкционной скорости Vконст.;
- маневровый с Vдоп.=60 км/час;

В 2000 году снят с производства.

### КЛУБ-У
Области применения:
- устанавливается на всех типах локомотивов, в том числе на скоростных участках железных дорог с автономной и электрической тягой постоянного и переменного тока, оборудованных путевыми устройствами автоматической локомотивной сигнализации (АЛСН), многозначной автоматической локомотивной сигнализации, системой автоматического управления тормозами (САУТ);
- используется на участках железных дорог, оборудованных системой координатного регулирования движения поездов на базе цифрового радиоканала (РК).

Особенности и возможности:
- обеспечение экстренной остановки поезда по приказу дежурного по станции (ДСП) или поездного диспетчера (ДНЦ), передаваемого по РК передачи данных, независимо от действий машиниста;
- исключение движения поезда после его остановки без разрешения ДСП или ДНЦ, передаваемого по РК передачи данных, в том числе и при подтягивании к запрещающему сигналу светофора.

Режимы движения:
- поездной с допустимой скоростью Vдоп. на зеленый (белый), задаваемой с БВЛ и определяемой категорией поезда;
- маневровый с Vдоп.=60 км/час на белый и с Vдоп.=40 км/час для 7 категории поезда;
- специальный маневровый с Vдоп.=20 км/час (ПО до 6-й версии);
- режим двойной тяги (ПО с 6-й версии).

### КЛУБ-УП
Области применения:
- устанавливается на самоходные путевые машины I категории, выполняющие работу самоходом и/или по транспортированию хозяйственных поездов аналогично локомотивам, а также перевозку путевых бригад.

Особенности и возможности:
- определение параметров движения поезда (координаты, скорость) по информации от устройств спутниковой навигации, датчиков пути и скорости, электронной карты участка;
- индикация фактической скорости движения;
- формирование информации о целевой и допустимой скорости движения;
- обеспечение  автостопного торможения при превышении фактической скорости над скоростью допустимой;
- невозможность движения с отключенным ЭПК и выключенной системой безопасности;
- контроль максимальной допустимой скорости 20 км/час в рабочем режиме и выработка сигнала автостопного торможения при её превышении;
- контроль снижения допустимой скорости перед светофором с запрещающим сигналом и исключение его проезда без предварительной остановки;
- исключение самопроизвольного движения;
- контроль бдительности машиниста;
- регистрация оперативной информации о движении поезда, диагностика системы локомотивных и поездных характеристик с помощью устройства регистрации;
- контроль давления в тормозных цилиндрах, тормозной магистрали и главном резервуаре.

Режимы движения:
- поездной с допустимой скоростью Vдоп. на зелёный (белый), задаваемой с БВД (блок ввода данных) и определяемой категорией поезда;
- маневровый с Vдоп.= 40 км/час на белый;
- рабочий с Vдоп.=20 км/час.

### КЛУБ-П
Области применения:
- устанавливается на самоходные путевые машины II категории, разрабатываемые и изготавливаемые на заводах;
- устанавливается при модернизации имеющегося парка самоходных путевых машин II категории.

Особенности и возможности:
- индикация фактической скорости движения;
- формирование допустимой скорости движения и её индикация в зависимости от показаний путевого светофора;
- контроль скорости движения и автостопное торможение при превышении допустимой скорости движения по показаниям светофора;
- контроль торможения перед светофором с запрещающим сигналом;
- выключение тяги при подаче сигналов на автоторможение;
- контроль бдительности машиниста;
- исключение самопроизвольного движения.

Режимы движения:
- поездной с допустимой скоростью Vдоп. на белый, равной конструкционной скорости Vконст.;
- маневровый с Vдоп.=40 км/час;
- рабочий с Vдоп.=20 км/час и снятием контроля бдительности при фактической скорости меньшей или равной 10 км/час.